# Brugpijler
Een brugpijler is het verticale ondersteunende deel van een brug op de plaatsen waar de brug niet op een landhoofd rust. Een pijler wordt nagenoeg altijd gebouwd op een fundering om de verticale krachten als gevolg van het gewicht van de brug en de nuttige belasting op de ondergrond over te dragen. Boven op de pijler rusten de hoofdliggers. De overspanning van een brug wordt normaal gesproken gemeten tussen de pijlers of landhoofden; bij bruggen wordt dan vaak verwezen naar de langste overspanning.
Pijlers werden vroeger van metselwerk of natuursteen gemaakt, maar tegenwoordig vaak van gewapend beton of staal. Beton kan hogere drukkrachten opvangen dan staal en is tevens beter bestand tegen corrosie door bijvoorbeeld zout water en wordt daarom vaker toegepast. De maximale hoogte van een pijler is in theorie bijna onbegrensd; op dit moment heeft het Viaduct van Millau de hoogste pijlers ter wereld, met een hoogte van 343 meter en met een grootste overspanning van 342 meter.
Een pijler is in het algemeen bedoeld om verticale krachten op te nemen. Bij sommige overspanningen zijn door , door wind, en  rem- en optrekkrachten laterale (horizontale) verplaatsingen van het brugdek mogelijk. Een starre pijler zou hierdoor kunnen beschadigen. Door de pijler aan de uiteinden met een scharnierende oplegging uit te rusten kan de pijlerstand zich aanpassen.

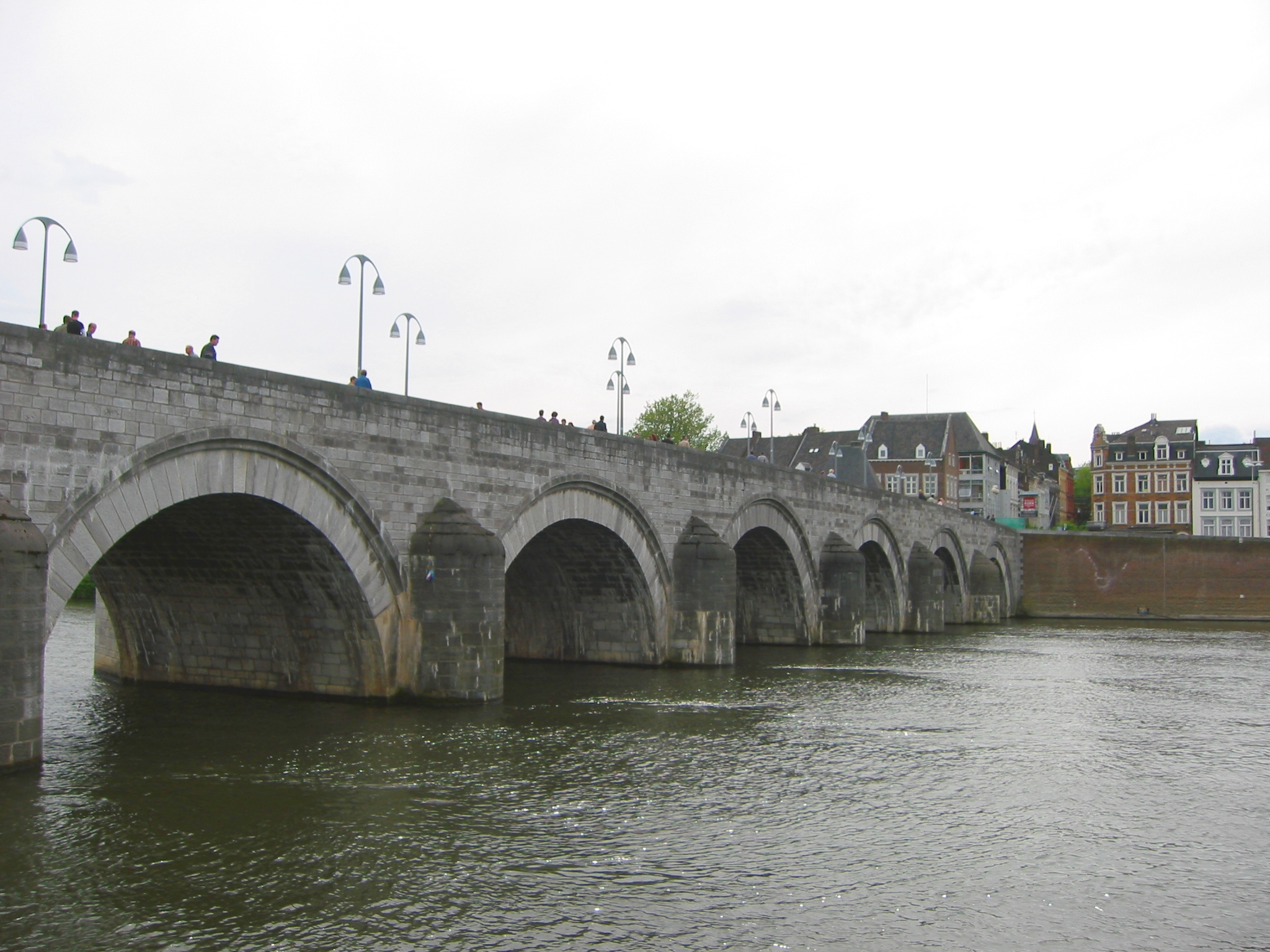
De Sint Servaasbrug met massieve natuurstenen pijlers
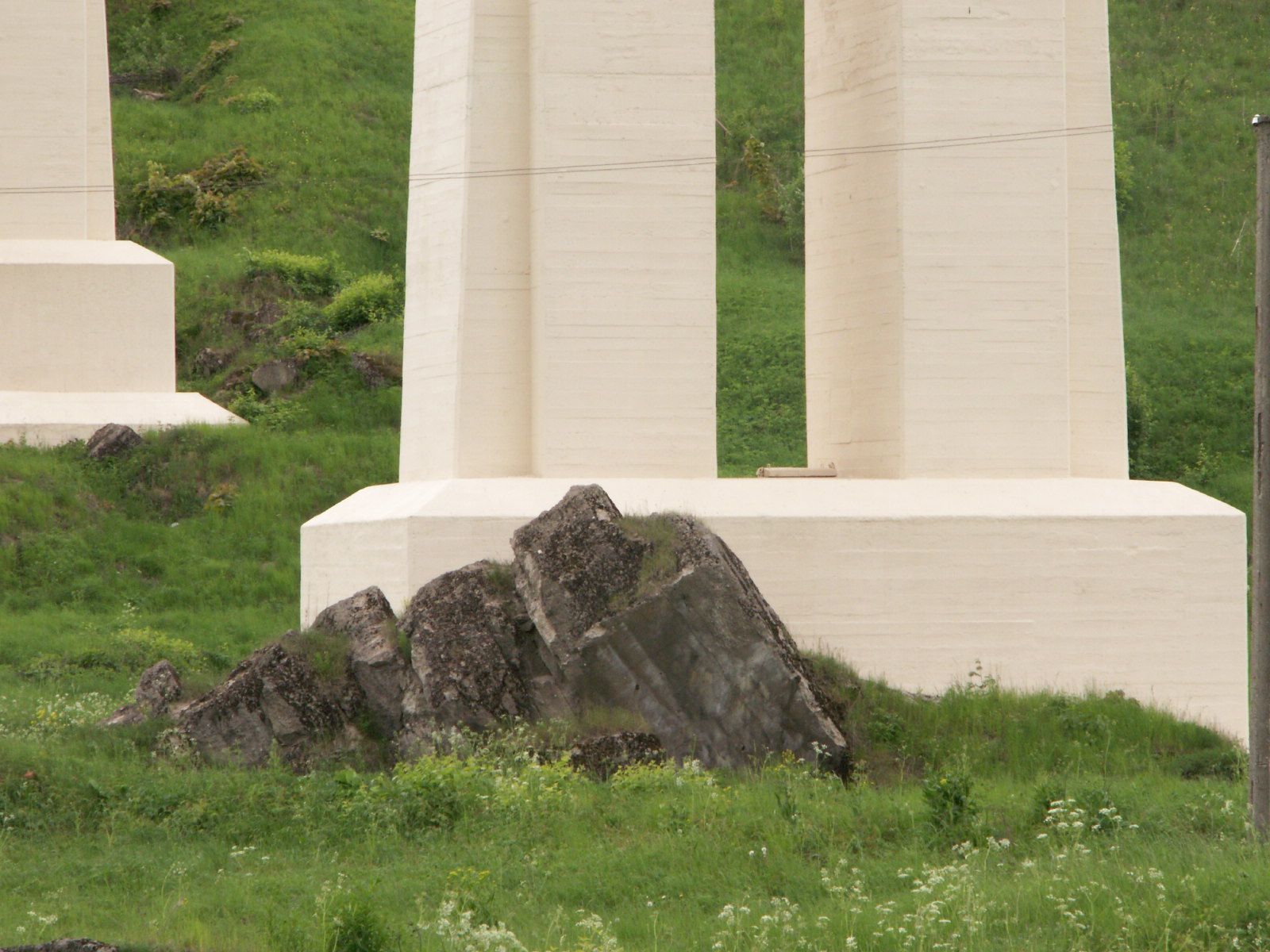
De basis van een pijler van een brug in Duitsland; op de voorgrond brokstukken van een in 1944 opgeblazen pijler
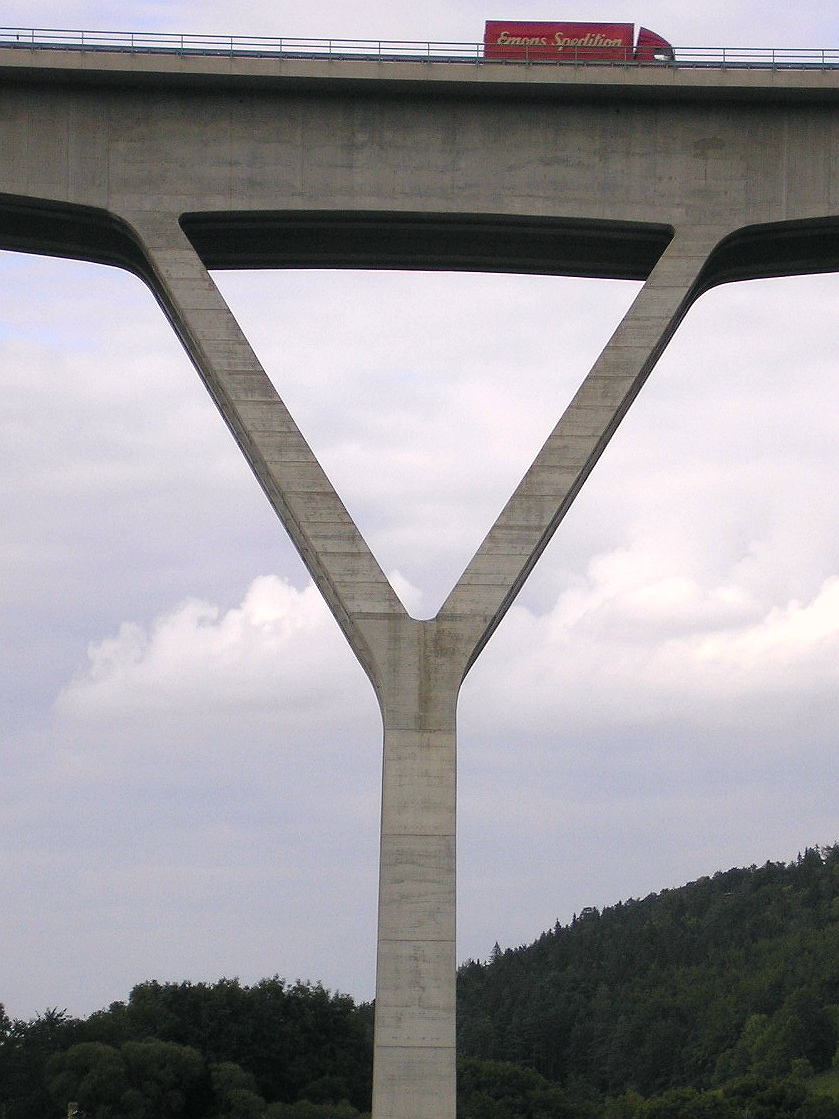
De verbinding van een pijler met de overspanning van een brug
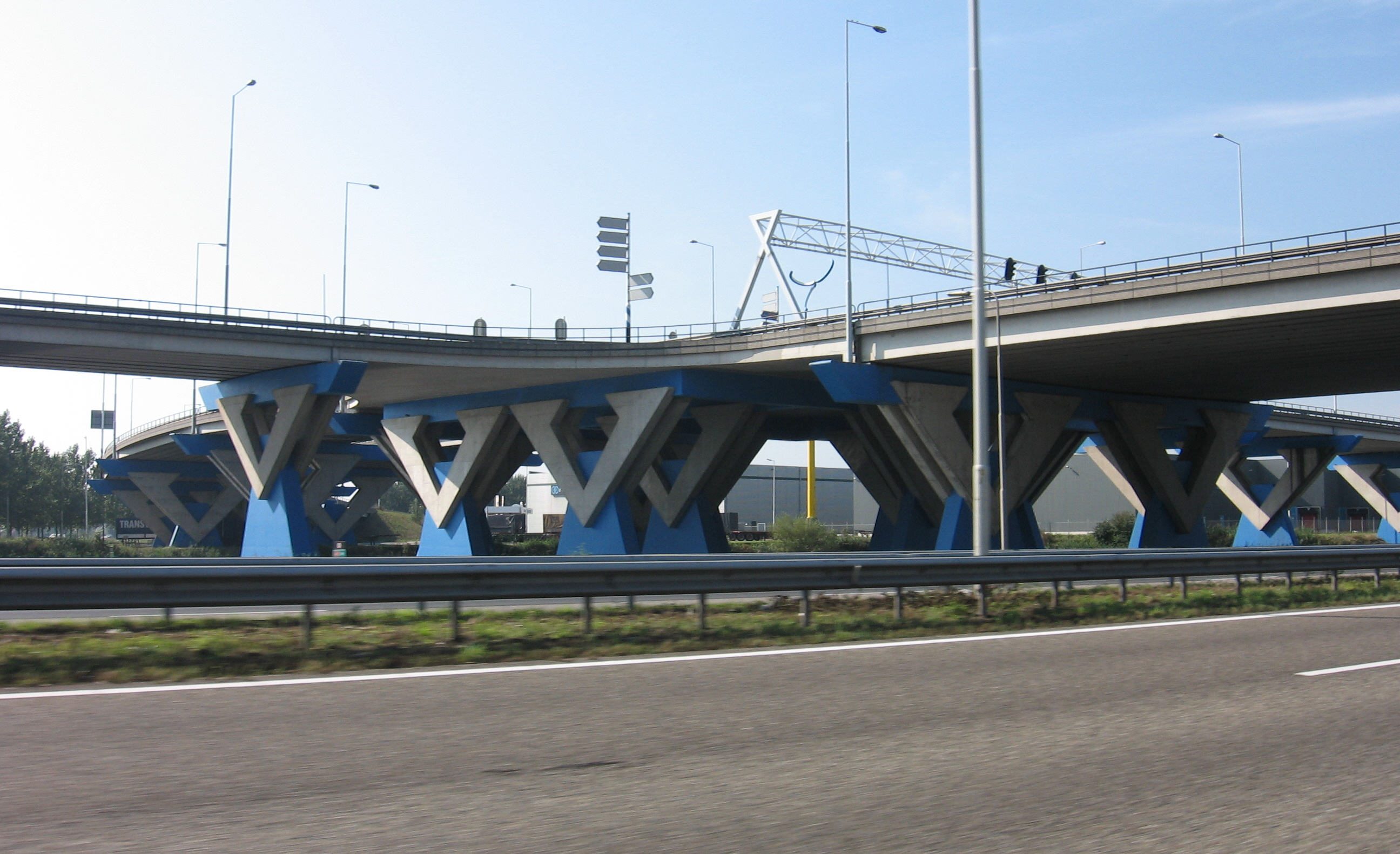
Afslag Pernis (A15)